# Summit Entertainment
Summit Entertainment «Вершина (межа) розваг»  (промовляється [са́мміт інтерте́йнмент]) — незалежна американська кіностудія, штаб-квартира в Юніверсал-сіті, Каліфорнія, є офіси в Лондоні, Сполучене Королівство.